# Raoul Walsh
Raoul Walsh (Albert Edward Walsh, Nueva York, 11 de marzo de 1887-Simi Valley, de California, 31 de diciembre de 1980) fue un director de cine estadounidense. A lo largo de su trayectoria, dirigió más de un centenar de películas de los géneros más diversos, aunque destacó sobre todo como director de películas de aventuras.

## Su carrera
Era hijo de Thomas Walsh y de Elizabeth Brough descendiente de emigrantes irlandeses con antepasados españoles. Como su contemporáneo Howard Hawks, Walsh era conocido por "no haber dejado jamás que la realidad estropeara una buena historia" y así Leonard Maltin describió la autobiografía del director como una «ficción divertida con eventualmente algunas concesiones a la verdad». Así pues, aunque cuenta que a finales de la década de 1870 su padre Thomas Walsh vino a los Estados Unidos emigrado en compañía de tres hermanos desde su tierra natal, Irlanda, no parece que haya que prestar mucho crédito a su afirmación de que lo hicieron al haberse fugado de la prisión donde estaban encerrados por los ingleses por actividades subversivas ni tampoco a la de que Raoul fue marinero en Cuba, vaquero del Oeste y trabajador en un circo; estos cuentos chinos recuerdan a los que muchos directores de Hollywood contaban entonces sobre sus orígenes, por ejemplo Michael Curtiz: maravillar no solo era bueno para el negocio, sino el negocio mismo.
Lo cierto es que el inquieto Raoul Walsh tuvo una infancia feliz en Nueva York, donde fue amigo de la ilustre familia actoral Barrymore: John Barrymore recordó haber pasado mucho tiempo leyendo en la biblioteca de la familia Walsh en su juventud. Walsh estudió en el Seton Hall College, una prestigiosa universidad católica de Nueva York, y en 1909, comenzó su carrera en el mundo del espectáculo como actor de teatro (su hermano George Walsh fue también actor y lo introdujo en esa esfera); asistió a un curso de arte dramático con Paul Armstrong y fue un profundo conocedor de la obra de Shakespeare. Rápidamente se convirtió en intérprete cinematográfico, al trasladarse a Hollywood en Los Ángeles. Su carrera cinematográfica estuvo entonces vinculada a una de las primeras firmas norteamericanas, la Biograph Company, donde debutó como actor a las órdenes de David W. Griffith.

### Cine mudo

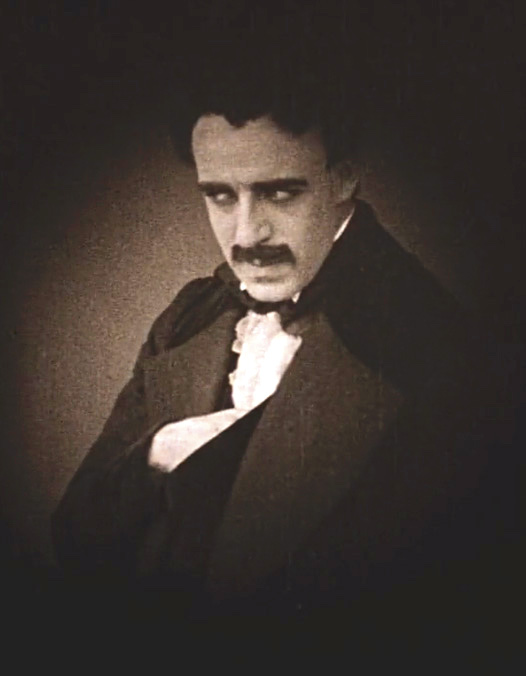
Fotograma de El nacimiento de una nación (1915): Raoul Walsh en el papel de John Wilkes Booth.

En 1912 debutó en la dirección, con la película Life of Villa, en la que el revolucionario mexicano Pancho Villa se interpretó a sí mismo. Poco después dirigió una secuencia de otro filme muy similar, La vida del general Villa; esta vez, el personaje de Pancho Villa fue interpretado por Walsh.
En 1914 empezó a trabajar como asistente de dirección de D.W. Griffith, e interpretó el papel del asesino de Lincoln en el clásico El nacimiento de una nación (1915). Siguió con él incluso después de estrenar como director en 1916 His return ("Su retorno"). Su trabajo con Griffith llamó la atención de la Fox Film Company (futura 20th Century Fox), que lo contrató ese mismo año. Durante su época en el cine mudo, Walsh solía escribir los guiones de sus películas, y a menudo actuaba también en ellas como protagonista. Por esos años sirvió como oficial en el ejército de Estados Unidos durante la Primera Guerra Mundial. 
Raoul Walsh contrajo matrimonio en 1916, con Miriam Cooper, actriz habitual de Griffith en títulos como Intolerancia, con la que adoptó a dos hijos, antes de divorciarse diez años más tarde. Posteriormente estaría unido a Lorraine Miller y Mary Simpson, ajenas al mundo del cine.
Destacan entre sus obras de esta época una de las primeras películas de gánsteres de la historia del cine, Regeneration (1915), así como una obra maestra indiscutible, la innovadora y espectacular El ladrón de Bagdad (1924), interpretada por Douglas Fairbanks y Anna May Wong, que alcanzó un enorme éxito por su desbordante fantasía y su imaginativa escenografía, cercana a veces al expresionismo del cine alemán. La película, además, experimentaba con el color tintando algunas de sus escenas. Bastante insólita en su filmografía, en general consagrada al cine de acción, es Evangeline (1919), basada en un poema de Longfellow, uno de los pocos filmes de su producción con pretensiones artísticas y que no tuvo demasiado éxito de público, todo lo contrario que su comedia romántica What Price Glory? (1926), uno de sus grandes éxitos. Por desgracia, muchas de sus películas mudas se han perdido irremisiblemente.

### Cine sonoro

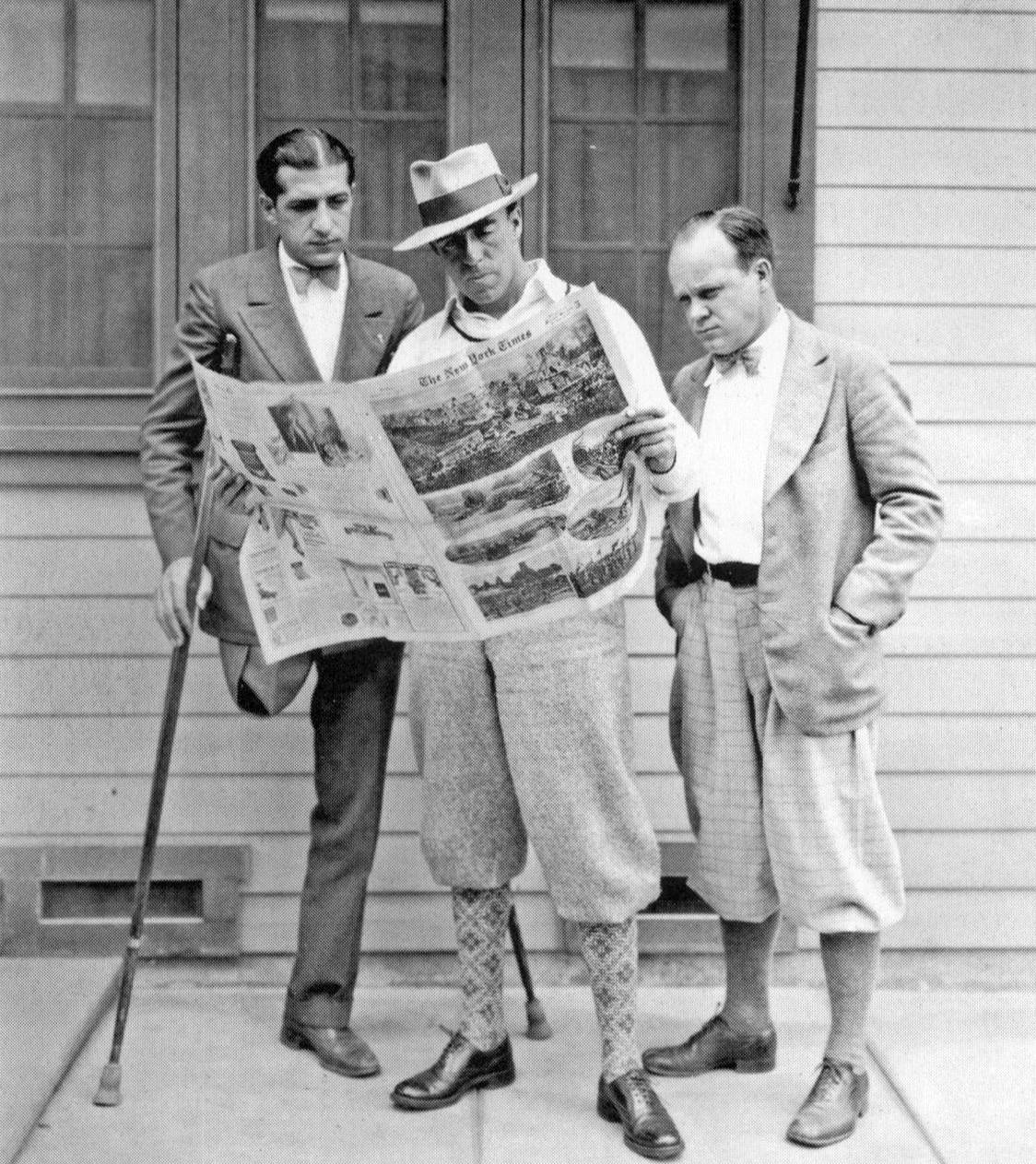
Raoul Walsh lee el periódico con el guionista Laurence Stallings (27 de octubre de 1918), al que tuvieron que amputar una pierna al ser herido en la I Guerra Mundial

Walsh fue uno de los 36 profesionales de la pantalla que en 1927 fundaron la Academia de Artes y Ciencias Cinematográficas de Hollywood junto con colegas como Cecil B. DeMille, actores como Harold Lloyd y Mary Pickford y productores como Jack Warner e Irving Thalberg.
Su primer film sonoro fue El mundo al revés, comedia musical con Victor McLaglen. En los primeros días del sonoro dirigió para la Fox el primer western hablado, En el viejo Arizona (In Old Arizona, 1929), pero perdió un ojo cuando una liebre se cruzó en su camino mientras conducía buscando localizaciones para los exteriores de la película por las carreteras de California; el filme tuvo que terminarlo Irving Cummings. Esto dio al traste con su carrera de actor y ya entonces tuvo que consagrarse en exclusiva a la dirección y el guion. Poco después dirigió, en el espectacular western histórico La gran jornada (The Big Trail, 1930), a un entonces desconocido Marion Morrison, a quien Walsh cambió su nombre por el de John Wayne. 
Continuó trabajando para la Fox hasta 1935, y pasó luego un corto período en la Paramount, hasta 1939, año en que fue contratado por Warner Brothers, productora en la que permanecería hasta 1953 y con la que rodaría muchas de sus obras más recordadas, entre ellas varios clásicos del cine de gánsteres, como Los violentos años veinte (1939), El último refugio (High Sierra, 1942)  y Al rojo vivo (1949), la primera y la tercera protagonizadas por James Cagney y la segunda por Humprey Bogart e Ida Lupino.
También destacó en el western con obras maestras como Perseguido (Pursued, 1947); Juntos hasta la muerte (Colorado territory, 1949), Camino de la horca (Along the Great Divide, 1951); Tambores lejanos (Distant Drums, 1951), cuyo papel principal lo interpretó Gary Cooper; Los implacables (The tall men, 1955) y, precediendo a todas estas, una aparente película de aventuras que en realidad es una revisión histórica y desmitificadora sobre la figura del general Custer: Murieron con las botas puestas (They died with their boots on, 1941) protagonizada por Errol Flynn y donde el presunto héroe aparece como un joven ignorante, ambicioso y atolondrado, aunque valiente.
Ya en la década de 1950, Walsh dirigió dos películas de aventuras marinas protagonizadas por Gregory Peck, Captain Horatio Hornblower (1951) y El mundo en sus manos (The World in His Arms, 1952). 
Tras expirar su contrato con la Warner, Walsh continuó dirigiendo películas, entre ellas tres con Clark Gable: las ya citada The Tall Men (1955), Un rey para cuatro reinas (The King and Four Queens, 1956) y La esclava libre (Band of angels, 1957). Hay que añadir Los desnudos y los muertos (The Naked and the Dead, 1958), basada en la novela sobre la II Guerra Mundial de Norman Mailer, un proyecto en cuyos orígenes estuvo Charles Laughton; algunos consideran que su segunda parte, ya en el frente, llega a los niveles de su mítico gran filme bélico, Objetivo Birmania.
Se retiró en 1964, tras rodar su último filme, Una trompeta lejana (A Distant Trumpet, 1964). 
Walsh lanzó la carrera del actor Rock Hudson en Escuadrón de combate (1948) además de la de John Wayne y fuera de su importante obra cinematográfica compuso dos libros: la novela picaresca La cólera de los justos (1972) y un libro de recuerdos o autobiografía, Each man in his time ("Cada hombre en su tiempo", o "Medio siglo en Hollywood", según la traducción del editor francés, 1974).

## Estilo
En el cine de Walsh destacan sus grandes virtudes narrativas: sabe llevar la acción como nadie; otra de sus virtudes es la concisión: es capaz de ofrecer todas las posibilidades de una situación en un mínimo de planos y secuencias. Walsh cultivó también la música y la pintura y fue un habitual colaborador en los guiones que dirigía. Para impedir que modificaran sus montajes rodaba pocas tomas.

## Filmografía selecta

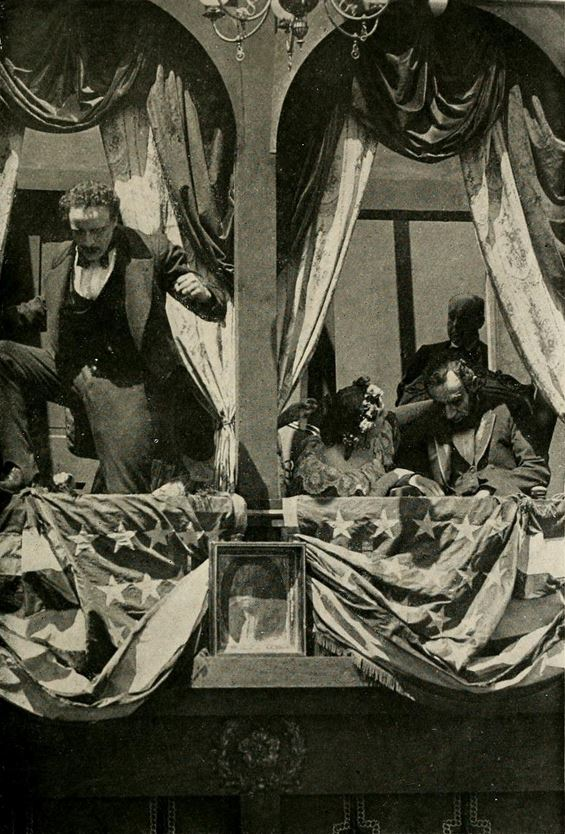
Raoul Walsh como John Wilkes Booth, asesino de Abraham Lincoln, en El nacimiento de una nación de David Wark Griffith

- The Pseudo Prodigal (1913), inicio como director (cortometraje)
- The Life of General Villa (1914)
- Regeneration (1915)
- Peer Gynt (1915)
- Carmen (1915), con Theda Bara.
- The serpent (1916)
- The Honor System (1916)
- Pillars of Society (1916)
- The Serpent (1917)
- The Silent Lie (1917)
- Betrayed (1917)
- The Conqueror (1917)
- This is the Life (1917)
- The Pride of New Noyk (1917)
- The Woman and the Law (1918), con Jack Connors, Miriam Cooper y Peggy Hopkins Joyce.
- The Prussian Cur (1918)
- On the Jump (1918), A salto de mata
- Every's Mother Don (1918)
- I'll say so (1918), Lo digo yo.
- Evangeline (1919)
- Should a Husban Forgive? (1919).
- The Strongest (1920)
- The Deep Purple (1920)
- From now on (1920), De ahora en adelante.
- The Oath (1921)
- Serenade (1921)
- Kindred of the Dust (1922)
- Lost and found (1923)
- Rosita (1923)
- El ladrón de Bagdad, 1924, producida y protagonizada por Douglas Fairbanks
- East of Suez (1925), La dama de Oriente
- The Spaniard (1925)
- The Wanderer (1925)
- The Lucky Lady (1926)
- The Lady of the Harem (1926)
- The Spaniard (1926)
- What Price Glory? (1926), su película muda de mayor eco.
- The Monkey Talks (1927)
- Loves of Carmen (1927), Los amores de Carmen
- Sadie Thompson (1928), protagonizada por Gloria Swanson
- The Red Dance (1928).
- Me Gangster (1928).
- En el viejo Arizona (1929), sonora
- The Cock-Eyed World (1929), El mundo al revés
- Hot for Paris (1929), Un marino afortunado
- La gran jornada (1930), primera aparición de John Wayne.
- The Man who Came Back (1931), con Janet Gaynor y Charles Farrell
- Women of all Nations (1931),
- El carnet amarillo (1931), con Lionel Barrymore y Laurence Olivier
- Wild Girl (1932), El beso redentor, con Charles Farrell, Joan Bennett, Ralph Bellamy y Eugene Pallette
- Me and my Gal (1932), Mi chica y yo
- Sailor's Luck (1933), Suerte de marinero.
- The Bowery (1933), El arrabal, con Wallace Beery, George Raft, Fay Wray, y Pert Kelton
- Going Hollywood (1933). Amores en Holluwood.
- Baby face Harrington (1935),
- Every night by eight (1935), A las ocho en punto.
- Klondike Annie (1936), con Mae West y Victor McLaglen
- Big brown eyes (1936)
- KSpendthrift (1936)
- OHMS (1937)
- Jump for Glory (1937)
- Artists and Models (1937)
- Hitting a new High (1937)
- College Swing (1938)
- St. Louis Blues (1939)
- Los violentos años veinte (1939), con James Cagney y Humphrey Bogart
- Dark Command (1940), con John Wayne, Roy Rogers y Gabby Hayes
- They Drive by Night (1940), La pasión ciega, con George Raft, Ann Sheridan, Ida Lupino y Humphrey Bogart
- El último refugio (1941), con Ida Lupino y Humphrey Bogart
- The strawberry blonde (1941),
- Murieron con las botas puestas (1941), con Errol Flynn y Olivia de Havilland
- Manpower (1941), con Edward G. Robinson, Marlene Dietrich y George Raft
- Desperate Journey (1942), Jornadas desesperadas, con Errol Flynn y Ronald Reagan
- Gentleman Jim (1942), con Errol Flynn y William Frawley
- Northern Pursuit (1943), con Errol Flynn.
- Background to Danger (1943)
- Uncertain Glory (1944)
- Objetivo Birmania (1945), con Errol Flynn.
- Salty o'Rourke (1945)
- The horn blows at Midnight (1945)
- San Antonio (1945)
- The Man I Love (1946)
- Pursued (1947), Perseguido, con Robert Mitchum y Teresa Wright
- Stalling Road (1947)
- Cheyenne (1947)
- Silver River (1948), Río de Plata, con Errol Flynn.
- Escuadrón de combate (1948)
- One Sunday Afternoon (1948)
- White Heat (1949), con James Cagney y Edmond O'Brien.
- Juntos hasta la muerte (1949), con Joel McCrea, Virginia Mayo, Dorothy Malone y Henry Hull, nueva versión de su filme de 1941 El último refugio.
- Montana (1950), con Errol Flynn.
- The Enforcer (1951), Sin conciencia, con Humphrey Bogart. Codirector.
- Captain Horatio Hornblower (1951), con Gregory Peck y Virginia Mayo
- Tambores lejanos (1951).
- Glory Alley (1952)
- Along the Great Divide (1951),  Camino a la horca.
- Blackbeard the Pirate (1952), El pirata Barbanegra, con Robert Newton, Linda Darnell y William Bendix.
- El mundo en sus manos (1952), con Gregory Peck, Ann Blyth y Anthony Quinn.
- Gun Fury (1953), con Donna Reed y Lee Marvin.
- A Lion Is in the Streets (1953), Un león en las calles, con James Cagney y Lon Chaney Jr..
- The Lawless Breed (1953), Historia de un condenado, con Rock Hudson.
- Sea Devils (1953), con Rock Hudson.
- Saskatchewan (1954), Rebelión en el fuerte.
- Battle Cry (1955) , Más allá de las lágrims, con Van Heflin.
- The Tall Men (1955), Los implacables, con Clark Gable y Jane Russell
- The Revolt of Mamie Stover (1956), La rebeldía de la Sra. Stover
- The King and Four Queens (1956), Un rey para cuatro reinas, con Clark Gable y Eleanor Parker
- Helen of Troy (1956)
- Band of Angels (1957), La esclava libre,  con Clark Gable, Yvonne DeCarlo y Sidney Poitier
- The Sheriff of Fractured Jaw (1958), La rubia y el Sheriff
- The Naked and the Dead (1958), Los desnudos y los muertos, con Cliff Robertson, basada en la novela de Norman Mailer.
- A Private's Affair (1958), Negocios del corazón.
- Esther and the King (1960), Ester y el rey, con Joan Collins.
- Marines, Let's Go! (1961).
- Una trompeta lejana (1964), último film.